# Chaetocnema leonhardi
Chaetocnema leonhardi es un coleóptero de la familia Chrysomelidae. Fue descrita científicamente en 1951 por Heikertinger.